# Casa Mudéjar (México)
La Casa Mudéjar es un edificio ubicado en el número 66 de la calle Ildefonso Fuentes en el centro de la ciudad de Torreón, en el estado de Coahuila, México  y fue construido a principios del siglo XX en estilo neoárabe. Es una de las construcciones más emblemáticas de la ciudad de Torreón y un buen ejemplo de las casonas que se edificaron durante el periodo de fundación y auge de la ciudad.

## Historia
En 1906 el doctor Alberto Álvarez García, originario de Guadalajara, Jalisco, decide establecerse en la recién fundada ciudad de Torreón, que experimentaba una bonanza y un crecimiento acelerado gracias a la industria del algodón. El 1 de febrero de 1907 el Dr. adquirió un lote de 17 metros de frente por 33 de profundidad en la calle Ildefonso Fuentes casi en la esquina de la avenida Allende y comenzó la construcción de su casa, la cual está inspirada en la arquitectura Mudéjar, estilo que tuvo oportunidad de admirar durante una estancia en España. Para construir la fachada de la casa  se utilizaron ladrillos calizos, de mayor resistencia que el ladrillo rojo comúnmente usado en las construcciones. Al ser concluida, la casa se convirtió rápidamente en un referente de la ciudad por su decoración en estilo neoárabe, con ventanas con arcos de herradura ornamentados y enmarcados con alfiz, un pórtico con columnas en el acceso principal, cristalería de colores y azulejos en el interior. Originalmente la casa contaba con patio de servicio, baños y caballerizas en la planta baja, mientras que en la planta alta contaba con consultorios y una recámara principal con un amplio balcón al frente
A la muerte del doctor Álvarez en 1924, la casa fue vendida al Sr José Ávila, quien a su vez la vendió a otros propietarios quienes le dieron diversos usos. Albergó la oficina del registro público de la propiedad y la de Minería, así como comercios dedicados a la venta artículos escolares. Durante la segunda mitad del siglo XX los propietarios dejaron de darle el mantenimiento adecuado a la casa y esta se deterioró rápidamente.
En 1996 fue declarada patrimonio cultural de Torreón y el ayuntamiento promovió el rescate de la casa, que ya se encontraba en un estado de abandono. Se realizaron varios proyectos para restaurar la casa y convertirla en un recinto cultural, sin embargo no se concretó ninguno, hasta que durante la sesión del 9 de octubre de 2002, el Ayuntamiento de la ciudad decide cederle la casa a la Universidad Autónoma de La Laguna, con el propósito de albergar al Museo de Historia Natural de la Universidad. La Universidad no estableció el museo acordado y comprometió la casa como garantía de un préstamo bancario para becas estudiantiles y esta fue embargada al no cumplir con el pago del préstamo.
Once años después de la cesión de la casa a la universidad, en la reunión del Congreso del Estado de Coahuila del 19 de marzo de 2013, el diputado local Simón Vargas Hernández le exigió a la universidad un informe sobre las acciones realizadas con la casa y dio a conocer que el Ayuntamiento de Torreón en conjunto con el Consejo Promotor para el Desarrollo de las Reservas Territoriales (COPRODER) llevaban un año gestionando para recuperar la propiedad de la casa, que continuaba embargada por la institución bancaria. 

“En el año 2002, el Ayuntamiento de Torreón le cedió las llaves de la casa a la Universidad Autónoma de la Laguna A.C. para que dicha institución iniciara un proyecto de restauración del inmueble e instituyera dentro del mismo un museo. Estamos en el año 2013 y la casa sigue abandonada y a merced del tiempo, el clima y el deterioro por la contaminación y el vandalismo.”
 Diputado Simón vargas

En 2015 la titular del Instituto Municipal de Cultura y Educación (IMCE), Ruth Ysáis, anunció que el rescate de la casa Mudéjar se haría a través de dicho instituto, y que el proyecto contaría con la asesoría del Instituto de Antropología e Historia. Un año después se elaboró un convenio de colaboración entre el Ayuntamiento de Torreón y el Instituto Tecnológico y de Estudios Superiores de Monterrey Campus Laguna, en este documento se estableció que alumnos y maestros de la carrera de arquitectura elaborarían un proyecto de restauración con la finalidad de convertirla en un centro cultural dedicado a la poetisa Enriqueta Ochoa y se realizaría bajo las normas establecidas por el INAH Coahuila en colaboración con el IMCE y la Dirección Municipal de Obras Públicas. El proyecto fue aprobado y se asignaron 15 millones de pesos de fondos federales para el rescate de la casa. La primera etapa de restauración comenzó a mediados de 2018 realizando trabajos de limpieza y evaluando los agregados que se le hicieron a la construcción original. Para finales de 2018, comenzó la restauración de la fachada, se repusieron piezas de cantera que faltaban o se encontraban rotas y se rehízo la instalación eléctrica de la casa

## Restauración e inauguración
Durante 2019 se sustituyeron los pisos dañados por réplicas exactas y se reconstruyó la red hidráulica y sanitaria, se realizó la limpieza de los materiales pétreos, ladrillos y cantera así como el rescate de los arcos polilobulados. Las vigas y tablas de madera, dañadas o fracturadas fueron reemplazadas y los elementos de madera fueron pulidos en techumbres y puertas, fumigados contra insectos xilofagos e hidratados con aceite de linaza para su conservación adecuada. Asimismo, se sustituyeron aplanados y se instaló iluminación arquitectónica en la fachada.
El 14 de octubre de 2019 la casa fue oficialmente inaugurada por el alcalde Jorge Zermeño Infante en una ceremonia que contó con la presencia del embajador de Palestina en México, Mohamed Saadat. Para la inauguración del recinto, se montó una exposición con la obra de la pintora Lagunera Mónica Fernández y la ceremonia contó con la participación de la banda municipal de música dirigida por Juan Barrios. Antes de develar la placa conmemorativa de la inauguración, el director del archivo municipal de la ciudad Eduardo Guerra, Carlos Castañón Cuadros, ofreció la breve plática alusiva “Casa Mudéjar, una historia de nuestro patrimonio identitario”, por su parte el empresario Eduardo Murra Marcos agradeció al gobierno municipal por el rescate de la casa en nombre de la comunidad árabe de la ciudad.

## Patrimonio cultural de Torreón
El 25 de abril del año 1996 el ayuntamiento de Torreón publicó en la Gaceta municipal el reglamento de protección y conservación de los edificios y monumentos que integran el patrimonio cultural de Torreón, Coah. En el artículo 4.º se enlistan los edificios y monumentos que por su valor artístico, arquitectónico e histórico integran el Patrimonio Cultural de Torreón. En la lista menciona al edificio ubicado en Ildefonso Fuentes actualmente 66 Sur, colindante por esta calle con la Escuela Benito Juárez.
| Detalles de la casa          |                  |                 |
|                              |                  |                 |
| Columnas y arcos del pórtico | Balcón principal | Patio principal |